# NGC 3053
NGC 3053 is een balkspiraalstelsel in het sterrenbeeld Leeuw. Het hemelobject werd op 14 januari 1787 ontdekt door de Duits-Britse astronoom William Herschel.

## Synoniemen
- UGC 5329
- MCG 3-25-40
- ZWG 92.74
- ZWG 93.1
- IRAS 09528+1640
- PGC 28631